# محافظ هونغ كونغ
محافظ هونغ كونغ (بالصينية: 香港總督/港督) هو المنصب الذي كان يشغله ممثّل حكومة هونغ كونغ البريطانية خلال فترة وقوعها تحت حكم التاج البريطاني منذ عام 1843 إلى 1997. كان محافظ هونغ كونغ رئيس مجلس هونغ كونغ التنفيذي ورئيس أركان القوات البريطانية في المدينة. تنصُّ على أدوار محافظ هونغ كونغ ومهامِّه التعليمات الملكية. بعد انتهاء الحكم البريطاني للمدينة عام 1997 ونقل ملكيتها إلى جمهورية الصين الشعبية، نقلت معظم مهامّ محافظ هونغ كونغ المدنية إلى منصبٍ جديد هو رئيس هونغ كونغ التنفيذي، أما مهامه العسكرية فقد باتت من واجب قائد حامية هونغ كونغ التابعة لجيش التحرير الشعبي الصيني.

## المنصب
سُنَّت مهام ووظائف محافظ هونغ كونغ في رسائل ترخيص هونغ كونغ والتعليمات الملكية عام 1843. كان يتولى تنصيب المحافظ ملك المملكة المتحدة (بناءً على نصيحة الأمين العام للشؤون الأجنبية في المملكة)، وكان يعمل المحافظ بدوره على تدريب القسم الإداري التنفيذي في حكومة هونغ كونغ البريطانية. طوال عهد محافظي هونغ كونغ، لم تكن هناك محاولات حقيقيَّة لتأسيس حكومة تمثّل شعب المدينة حتى آخر سنة من الحكم البريطاني (عام 1997)، باستثناء تجربةٍ قصيرة أجريت في أعقاب الحرب العالمية الثانية.
ترأس محافظ هونغ كونغ مجلس الوزراء الاستعماريَّ البريطاني، وهو ما يُعرَف حالياً باسم مجلس هونغ كونغ التنفيذي، كم كان يترأس مجلس هونغ كونغ التشريعي حتى عام 1993، حيث كان يتولى تنصيب معظم أو جميع أعضاء المجلس، وكان دور المجلس نفسه استشارياً في معظمه حتى بدأت تُجرَى بعض الانتخابات غير المباشرة عام 1985. كان العنصر الاستعماري البريطاني يسيطر تماماً على كلا المجلسين خلال معظم عهد هونغ كونغ البريطانية، إلا أنَّ هذه الحال بدأت بالتير تدريجياً مع الوقت، ليظهر العنصر الصيني المحلي على نطاقٍ أوسع في الحكومة. كان معظم أصحاب منصب محافظ هونغ كونغ تاريخياً دبلوماسيّين خبراء، باستثناء آخرهم - كريس باترن - الذي كان سياسياً متمرّساً. في شهر ديسمبر عام 1996، بلغ مرتَّب محافظ هونغ كونغ مبلغ 3,036,000 دولار هونغ كونغي سنوياً (بدون الضرائب)، أي ما يعادل - حسب فرق العملات الحاليّ - 391,645 دولار أمريكي.